# Пажень (станция)
Паже́нь — железнодорожная станция Орловско-Курского региона Московской железной дороги.
Расположена в Елецком районе Липецкой области в посёлке Пажень. Является стыковой междудорожной: восточнее проходит граница с Белгородским регионом ЮВЖД. На станции заканчивается однопутный участок со стороны Орла, дальше идёт двухпутный перегон на Елец.
Линия Елец — Орёл, на которой расположена Пажень, прошла в 1870 году. Станцию, которая образовалась в 8,7 км от Ельца, назвали по деревне Пажень, которая располагалась неподалёку. Вскоре при ней вырос посёлок, который также получил название Пажень.
По состоянию на 2015 год пригородное сообщение по станции со стороны Ельца отсутствует (от Орла и Верховья можно доехать лишь до Измалково).